# Salamaua

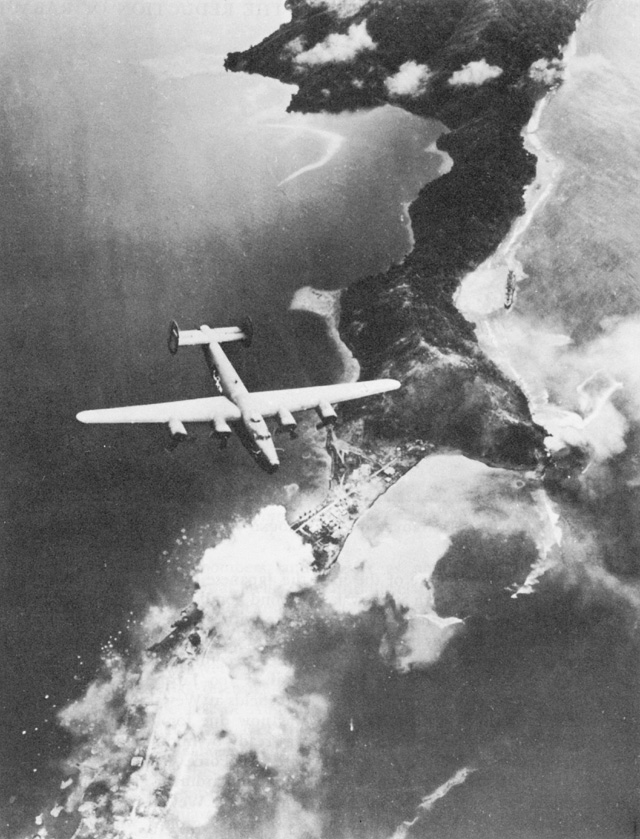
Americký bombardér B-24 nad Salamauou 13. srpna 1943

Salamaua byla malé město na severovýchodním pobřeží Papuy Nové Guiney. Byla postavena na malé pevninské šíji spojující hornaté pobřeží a výběžek zabíhající do Huonova zálivu. Nejbližším městem je Lae, které je dostupné pouze lodí přes záliv.

## Historie
Ve 20. letech 20. století používali Salamauu prospektoři jako výchozí místo při hledání zlata ve vnitrozemí. Zlato bylo objeveno ve Wau a zlatokopové tam vyráželi po Stezce černé kočky (Black Cat Track), která začínala právě v Salamaue.
Během druhé světové války bylo město 8. března 1942 obsazeno Japonci. Později, 11. září 1943, jej australské a americké jednotky v čele s generálem Douglasem MacArthurem dobyly zpět. Během dobývání bylo ale město zcela zničeno.
Dnes na místě bývalé Salamauy stojí vesnice Kela a Lagui.

## Zajímavosti
Na počest bojů, které se o město odehrály v roce 1943, byla jedna z amerických eskortních letadlových lodí třídy Casablanca pojmenována USS Salamaua. Účastnila se bojů v Tichomoří v letech 1944 a 1945.